# Bartążek
Bartązek (Duits: Klein Bertung) is een dorp in de Poolse woiwodschap Ermland-Mazurië. De plaats maakt deel uit van de gemeente Stawiguda.

## Geografie
Bartązek ligt in het westen van het Mazurisch Merenplateau, een morenegebied dat deel uitmaakt van de Baltische Landrug. Karakteristiek voor dit gebied zijn de talrijke meren, rivieren en zowel naald- als loofbomen.
Het dorp ligt in het dal van de rivier de Lyna, aan het Bartąg-meer. Het centrum van Olsztyn is 8 km verderop, Stawiguda 13 km en het dichtstbijzijnde dorp Bartąg ruim 2 km.

## Geschiedenis
Oorspronkelijk woonden in dit gebied de heidense Pruzzen. Sinds 1243 was het bisdom Ermland onderdeel van de Duitse Orde, en viel in 1331 onder het Kulmer Recht. In 1335 richtten de autoriteiten van het Kapittel Ermland een klein houten kasteel op, onder de naam Pruzzisch Bertung. In 1448 had het Kapittel het idee om in Bertung de vesting Allenstein te bouwen. Ze kozen echter voor een vanuit defensef oogpunt betere locatie bij een verderop gelegen bocht in de Łyna, alwaar kasteel Allensteind werd gebouwd. Na de Tweede Vrede van Thorn in 1466 viel Ermland als Vorstenbisdom Ermland onder het Koninkrijk Polen.

## Sport en recreatie
- Door deze plaats loopt de Europese wandelroute E11. De E11 loopt van Den Haag naar het oosten, op dit moment de grens Polen/Litouwen. Ter plaatse komt de route van het zuidwesten van Ruś, en vervolgt min of meer langs de oostzijde van het Bartąg-meer noordelijke richting naar Olsztyn.